# Manoir du Moulinet
Le manoir du Moulinet est un château français situé à Bazouges, dans le département de la Mayenne et la région des Pays de la Loire. La chapelle du Moulinet a été édifiée au XVIe siècle.

## Situation
Il est situé à 1 200 mètres à l'Ouest du clocher. 

## Désignation
- Le Moulinet, chapelle (Hubert Jaillot).
- Le Moulinet, manoir '(Carte de Cassini).

## Histoire
Il s'agissait d'un fief mouvant de Bazeille-Belhomme. Au-dessus de la porte cintrée du jardin est sculptée une tête de cerf avec cette inscription : Injuria melioror, 1647. 

## Chapelle
La chapelle fondée en 1516 par Jacques et Jean du Moulinet, eut entre autres pour titulaires : Michel Lemasson, 1596 ; René Barthélemy, 1778. On en demande la conservation en 1804.
Elle a été inscrite MH par arrêté du 27 avril 1976.

### Sources et bibliographie
- « Manoir du Moulinet », dans Alphonse-Victor Angot et Ferdinand Gaugain, Dictionnaire historique, topographique et biographique de la Mayenne, Laval, A. Goupil, 1900-1910 [détail des éditions] (BNF 34106789, présentation en ligne) 
  - Cabinet René Gadbin.

### Fonds d'archives
- Bibliothèque nationale de France, fonds Housseau, t. XVII.
- Archives départementales de la Vienne, H/3. f. 142.
- Archives départementales de la Mayenne, B. 2.790.